# Murielle Telio
Murielle Telio, född 14 mars 1993 i New York, USA, är en amerikansk skådespelerska. Hon är mest känd för att ha gestaltat Misty Mountains i kriminalkomedin The Nice Guys.